# (1313) Berna
(1313) Berna es un asteroide perteneciente al cinturón de asteroides descubierto por Sylvain Julien Victor Arend desde el Real Observatorio de Bélgica, Uccle, el 24 de agosto de 1933.

## Designación y nombre
Berna recibió inicialmente la designación de 1933 QG.
Más adelante se nombró por Berna, la capital de suiza.

## Características orbitales
Berna orbita a una distancia media de 2,656 ua del Sol, pudiendo alejarse hasta 3,209 ua. Su inclinación orbital es 12,53° y la excentricidad 0,2083. Emplea en completar una órbita alrededor del Sol 1581 días.